# Acabaria kuea
Acabaria kuea är en korallart som beskrevs av Manfred Grasshoff 1999. Acabaria kuea ingår i släktet Acabaria och familjen Melithaeidae. Inga underarter finns listade i Catalogue of Life.